# ميهالي تشيكزنتميهالي
ميهالي روبرت كسيكسزنتميهالي /ˈmiːhaɪ ˈtʃiːksɛntmiːˌhɑːjiː/ MEE-hy-_-CHEEK-sent ، (بالمجرية: Csíkszentmihályi Mihály Róbert) ؛ 29 سبتمبر 1934 – 20 أكتوبر 2021) كان عالم نفس مجري أمريكي. لقد تعرف على المفهوم النفسي " التدفق " وأطلق عليه هذا الاسم، وهو حالة ذهنية شديدة التركيز تساعد على الإنتاجية.   كان أستاذًا متميزًا في علم النفس والإدارة في جامعة كليرمونت للدراسات العليا . وفي وقت سابق، شغل منصب رئيس قسم علم النفس في جامعة شيكاغو وقسم علم الاجتماع والأنثروبولوجيا في كلية ليك فورست . 

## الحياة المبكرة والتعليم
وُلِد ميهاي روبرت ميهايلي في 29 سبتمبر 1934 في فيومي،  المعروفة الآن باسم رييكا ،  والتي كانت آنذاك جزءًا من مملكة إيطاليا . اسم عائلته مشتق من قرية Csíkszentmihály في ترانسيلفانيا.  كان الابن الثالث لدبلوماسي محترف في القنصلية المجرية في فيومي.   في عام 1944، عندما كان ميهايلي يبلغ من العمر عشر سنوات، قُتل أحد أخويه غير الأشقاء الأكبر سنًا في حصار بودابست ، وأرسل السوفييت الآخر، موريتش، إلى معسكرات العمل في سيبيريا .  وبعد عقود من الزمن، اجتمع ميهالي وموريتش مرة أخرى في بودابست. 
تم تعيين والده سفيرًا للمجر في إيطاليا بعد فترة وجيزة من الحرب العالمية الثانية ، مما أدى إلى انتقال العائلة إلى روما.   عندما استولى الشيوعيون على السلطة في المجر عام 1949، استقال والد ميهايلي بدلاً من اختيار العمل لصالح النظام. ورد النظام الشيوعي بطرد والده وتجريد العائلة من جنسيتها المجرية.  لكسب لقمة العيش، افتتح والده مطعمًا في روما، وترك ميهايلي المدرسة للمساعدة في دخل الأسرة.   في هذا الوقت، رأى الشاب ميهايلي ، الذي كان مسافرًا في سويسرا آنذاك، كارل يونج يلقي محاضرة عن علم النفس المتعلق بمشاهدات الأجسام الطائرة المجهولة. 
هاجر ميهايلي إلى الولايات المتحدة في سن الثانية والعشرين، وعمل ليلاً لدعم نفسه أثناء الدراسة في جامعة شيكاغو .  حصل على درجة البكالوريوس في عام 1959 والدكتوراه في عام 1965، وكلاهما من جامعة شيكاغو.   ثم قام بالتدريس في كلية ليك فورست قبل أن يصبح أستاذًا في جامعة شيكاغو في عام 1969. 

## العمل
اشتهر ميهايلي بعمله في دراسة السعادة والإبداع ، ولكنه معروف بشكل أفضل باعتباره مهندس مفهوم التدفق ولسنوات بحثه وكتاباته حول هذا الموضوع.  وصف مارتن سيلجمان ، الرئيس السابق للجمعية الأمريكية لعلم النفس ، ميهايلي بأنه الباحث الرائد في العالم في مجال علم النفس الإيجابي .  ميهايلي مرة واحدة </link> قال: "القمع ليس الطريق إلى الفضيلة. عندما يكبح الناس أنفسهم خوفًا، فإن حياتهم بالضرورة تتضاءل. فقط من خلال الانضباط المختار بحرية يمكن الاستمتاع بالحياة مع الحفاظ عليها ضمن حدود العقل ".  أعماله مؤثرة ويتم الاستشهاد بها على نطاق واسع. 

### حالة التدفق
في عمله الرائد، التدفق: علم نفس التجربة المثلى ، حدد ميهايلي نظريته التي تقول إن الناس يكونون في أسعد حالاتهم عندما يكونون في حالة تدفق - حالة من التركيز أو الانغماس الكامل في النشاط الحالي والموقف.  إنها حالة يصبح فيها الناس منخرطين في نشاط ما لدرجة أن لا شيء آخر يبدو مهمًا.  تُعرف حالة التدفق بشكل عام بأنها في المنطقة أو في الأخدود .  إنها حالة مثالية من الدافع الداخلي ، حيث يكون الشخص منغمسًا تمامًا فيما يفعله.  هذا هو الشعور الذي ينتاب الجميع في بعض الأحيان، والذي يتسم بالشعور بالانغماس الكبير، والمشاركة، والوفاء، والمهارة - وخلال هذه الفترة يتم تجاهل الاهتمامات الزمنية (الوقت، الطعام، الذات، وما إلى ذلك) عادةً. 
في مقابلة مع مجلة Wired ، وصف Csíkszentmihályi التدفق بأنه "الانخراط الكامل في نشاط من أجل ذاته. يختفي الأنا. يمر الوقت بسرعة. كل فعل وحركة وفكر يتبعان حتمًا الفعل السابق، مثل العزف على موسيقى الجاز . يشارك كيانك بالكامل، وأنت تستخدم مهاراتك إلى أقصى حد." 
وقد وصف ميهايلي تسع حالات مكونة لتحقيق التدفق: 
- التوازن بين التحدي والمهارة
- دمج الفعل والوعي
- وضوح الأهداف
- ردود فعل فورية وواضحة
- التركيز على المهمة المطروحة
- مفارقة السيطرة
- تحويل الزمن
- فقدان الوعي الذاتي
- تجربة ذاتية

ولتحقيق حالة التدفق، لا بد من إيجاد توازن بين تحدي المهمة ومهارة المؤدي.  إذا كانت المهمة سهلة للغاية أو صعبة للغاية، فلن يمكن أن يحدث التدفق حيث يجب أن يكون مستوى المهارة ومستوى التحدي متطابقين ومرتفعين؛ إذا كانت المهارة والتحدي منخفضين ومتطابقين، فإن ذلك يؤدي إلى اللامبالاة. 

### تحفيز
ركزت معظم أعمال ميهايلي النهائية على فكرة الدافع والعوامل التي تساهم في التحفيز والتحدي والنجاح الشامل.  كانت إحدى سمات الشخصية التي بحثها ميهايلي بالتفصيل هي الدافع الداخلي .  وجد هو وزملاؤه أن الأشخاص ذوي الدوافع الداخلية هم أكثر عرضة للتركيز على الأهداف والاستمتاع بالتحديات التي من شأنها أن تؤدي إلى زيادة السعادة بشكل عام. 
حدد ميهايلي الدافع الداخلي باعتباره سمة قوية لتحسين وتعزيز التجربة الإيجابية والمشاعر والرفاهية العامة نتيجة للتجارب الصعبة.  وأشارت النتائج إلى بناء جديد للشخصية ، أطلق عليه اسم التوجه نحو العمل ، والذي يتميز بـ "الإنجاز، والقدرة على التحمل، والبنية المعرفية، والنظام، والمرح، وانخفاض الاندفاع".  يقال إن ارتفاع مستوى التوجه نحو العمل لدى الطلاب يعد مؤشرًا أفضل للدرجات وتحقيق الأهداف طويلة الأجل مقارنة بأي تأثير بيئي مدرسي أو منزلي. 

## الحياة الشخصية
تزوج Csikszentmihalyi من إيزابيلا سيليجا في عام 1961.  كان لديه ولدان: كريستوفر ميهايلي ، وهو فنان وأستاذ في جامعة كورنيل ، ومارك ميهايلي ، رئيس قسم اللغات والثقافات في شرق آسيا في جامعة كاليفورنيا، بيركلي . 
توفي ميهايلي في 20 أكتوبر 2021 بسبب سكتة قلبية ، في منزله في كليرمونت ، كاليفورنيا، في سن 87.

## الجوائز
في عام 2009، حصل ميهايلي على جائزة كليفتون للقوة.  حصل على جائزة Széchenyi في حفل أقيم في بودابست عام 2011.  حصل على وسام الاستحقاق المجري في عام 2014.  كان زميلًا في الأكاديمية الأمريكية للفنون والعلوم ، وعضوًا في كل من الأكاديمية الوطنية للتعليم وأكاديمية علوم الترفيه. 

## في ذكراه
في 29 سبتمبر 2023، تم إحياء ذكرى ميلاد ميهايلي التاسع والثمانين من خلال رسم تخطيطي على محرك البحث جوجل .  تم تسمية شخصية ميهاي في لعبة Just Dance على اسم Csikszentmihalyi. 

## المنشورات
- سيكسينتميهالي ، ميهالي (1975). ما وراء الملل والقلق: تجربة التدفق في العمل واللعب، سان فرانسيسكو: جوسي باس. إيسبن 0-87589-261-2
- سيكسينتميهالي ، ميهالي (1978) "المكافآت الجوهرية والدوافع الناشئة" في التكاليف الخفية للمكافأة: وجهات نظر جديدة حول سيكولوجية الدافع البشري محرران ليبر ، مارك ر ؛ جرين ، ديفيد ، إرلباوم: هيلزديل: نيويورك 205-216[38]
- سيكسينتميهالي ، ميهالي وهالتون ، يوجين (1981). معنى الأشياء: الرموز المحلية والذات, كامبريدج: مطبعة جامعة كامبريدج. (ردمك 0-521-28774-X)إيسبن 0-521-28774-س
- سيكسينتميهالي ، ميهالي ولارسون ، ريد (1984). كونك مراهقا: الصراع والنمو في سنوات المراهقة. نيويورك: الكتب الأساسية, المؤتمر الوطني العراقي. (ردمك 0-465-00646-9)
- سيكسينتميهالي ، ميهالي و سيكسينتميهالي ، إيزابيلا سيليغا ، محرران. (1988). التجربة المثلى: الدراسات النفسية للتدفق في الوعي, كامبريدج: مطبعة جامعة كامبريدج. (ردمك 0-521-34288-0)إيسبن 0-521-34288-0
- سيكسينتميهالي ، ميهالي (1990). التدفق: سيكولوجية التجربة المثلى. نيويورك: هاربر ورو. (ردمك 0-06-092043-2)إيسبن 0-06-092043-2
- سيكسينتميهالي ، ميهالي (1994). تطور الذات, نيويورك: هاربر المعمرة. (ردمك 0-06-092192-7)إيسبن 0-06-092192-7
- سيكسينتميهالي ، ميهالي (1996). الإبداع: التدفق وعلم نفس الاكتشاف والاختراع. نيويورك: هاربر المعمرة. (ردمك 0-06-092820-4)إيسبن 0-06-092820-4
- سيكسينتميهالي ، ميهالي (1998). العثور على التدفق: سيكولوجية المشاركة في الحياة اليومية. الكتب الأساسية. (ردمك 0-465-02411-4)إيسبن 0-465-02411-4
- غاردنر ، هوارد، سيكسينتميهالي ، ميهالي ، و دامون ، وليام (2001). العمل الجيد: عندما يلتقي التميز والأخلاق. نيويورك ، الكتب الأساسية. (ردمك 0-465-02608-7)إيسبن 0-465-02608-7[39]
- سيكسينتميهالي ، ميهالي (2003). الأعمال الجيدة: القيادة والتدفق وصنع المعنى. الكتب الأساسية, المؤتمر الوطني العراقي. (ردمك 0-142-00409-X)
- سيكسينتميهالي ، ميهالي (2014). نموذج أنظمة الإبداع: الأعمال المجمعة لميهالي سيكسينتميهالي. دوردريخت: سبرينغر ، 2014. (ردمك 978-94-017-9084-0)إيسبن 978-94-017-9084-0
- سيكسينتميهالي ، ميهالي (2014). تدفق وأسس علم النفس الإيجابي: الأعمال التي تم جمعها من ميهالي سيكسينتميهالي. دوردريخت: سبرينغر ، 2014. (ردمك 978-94-017-9087-1)إيسبن 978-94-017-9087-1
- سيكسينتميهالي ، ميهالي (2014). تطبيقات التدفق في التنمية البشرية والتعليم: الأعمال المجمعة لميهالي سيكسينتميهالي. دوردريخت: سبرينغر ، 2014. (ردمك 978-94-017-9093-2)إيسبن 978-94-017-9093-2

## أنظر أيضا
- انتباه
- العلوم المعرفية

## روابط خارجية
- صفحة الكلية نسخة محفوظة 17 November 2020 على موقع واي باك مشين. في جامعة كليرمونت للدراسات العليا
- مفكر قنوات الدماغ للعام - 2000
- ميهالي سيكسينتميهالي: "بناء السعادة" (فيديو)
- نظرية التدفق لميهالي تشيكسنتميهاي
- ميهالي تشيكزنتميهالي في مؤتمر تيد
  - تيد توك: ميهالي سيكسينتميهالي: التدفق ، سر السعادة (تيد 2004)